# Michael Mantell
Michael Albert Mantell is een Amerikaans acteur.

## Biografie
Mantell begon in 1984 met acteren in de film The Brother from Another Planet. Hierna heeft hij nog meer dan 120 rollen gespeeld in films en televisieseries zoals Eight Men Out (1988), Little Man Tate (1991), Quiz Show (1994), Space: Above and Beyond (1995-1996), Gun Shy (2000), Secretary (2002), The Thirst (2006), Ocean's Thirteen (2007) en Bart Got a Room (2008). Naast het acteren voor televisie is hij ook actief in het theater, van 1989 tot en met 1990 speelde hij op Broadway in de rol van de rabbijn in het toneelstuk The Tenth Man.

## Filmografie

### Films
Selectie:
- 2016 Live by Night - als Jack Jarvis
- 2014 Learning to Drive - als vader van Wendy
- 2011 The Ides of March – als senator Pullman
- 2008 Bart Got a Room – als dr. Goodson
- 2007 Ocean's Thirteen – als dr. Stan
- 2006 The Thirst – als dokter
- 2005 The World's Fastest Indian – als Glenn
- 2002 Secretary – als Stewart
- 2001 Artificial Intelligence: A.I. – als dr. Frazier
- 2000 Gun Shy – als dr. Jeff Bleckner
- 1994 Quiz Show – als Pennebaker
- 1991 Little Man Tate – als eigenaar van Coral Ray
- 1984 The Brother from Another Planet – als mr. Love

### Televisieseries
Uitgezonderd eenmalige gastrollen.
- 2015 - 2017 Kingdom - als ?? - 3 afl.
- 2002 State of Grace – als David Rayburn – 9 afl.
- 2002 Lizzie McGuire – als Howard Gordon – 2 afl.
- 1999 – 2000 Angel – als Oliver Simon – 2 afl.
- 1998 To Have & to Hold – als aanklager – 3 afl.
- 1995 – 1996 Space: Above and Beyond – als Howard Sewell – 4 afl.

- Library of Congress Control Number: no2009154271
- Nationale Bibliotheek van Israël: 987007314434205171
- Virtual International Authority File: 100840271
- WorldCat: E39PBJqk7kHF7dKpRqqd64p3wC